# Inmigración centroamericana en México

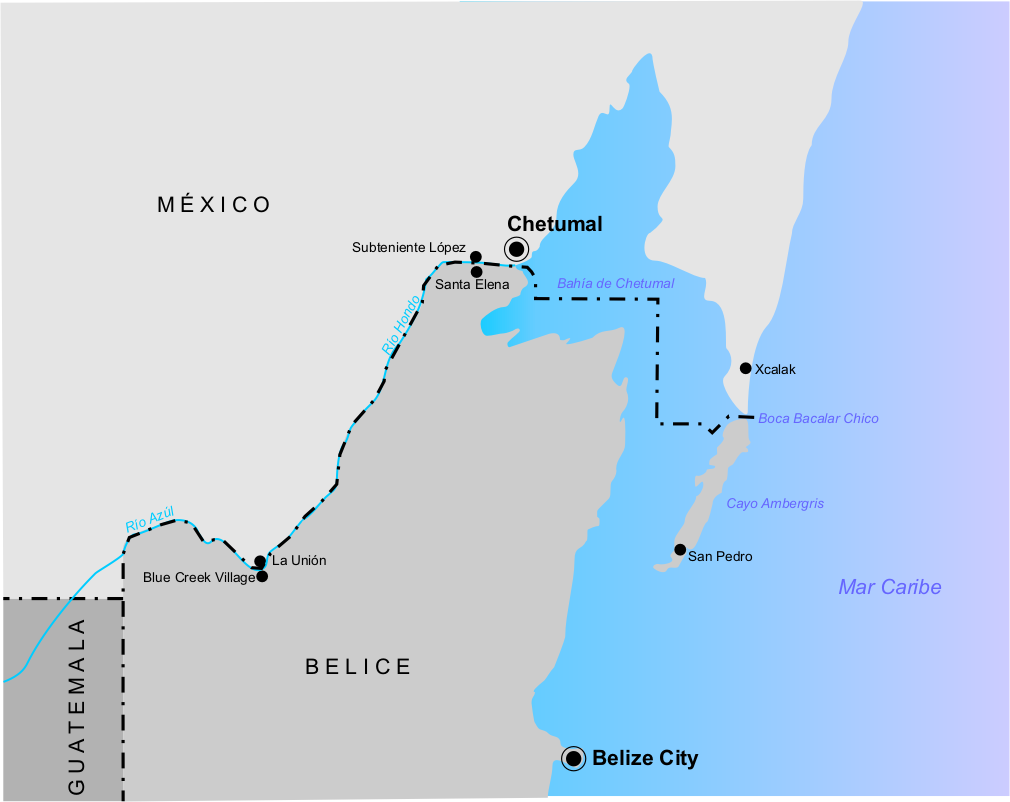
Frontera Belice-México

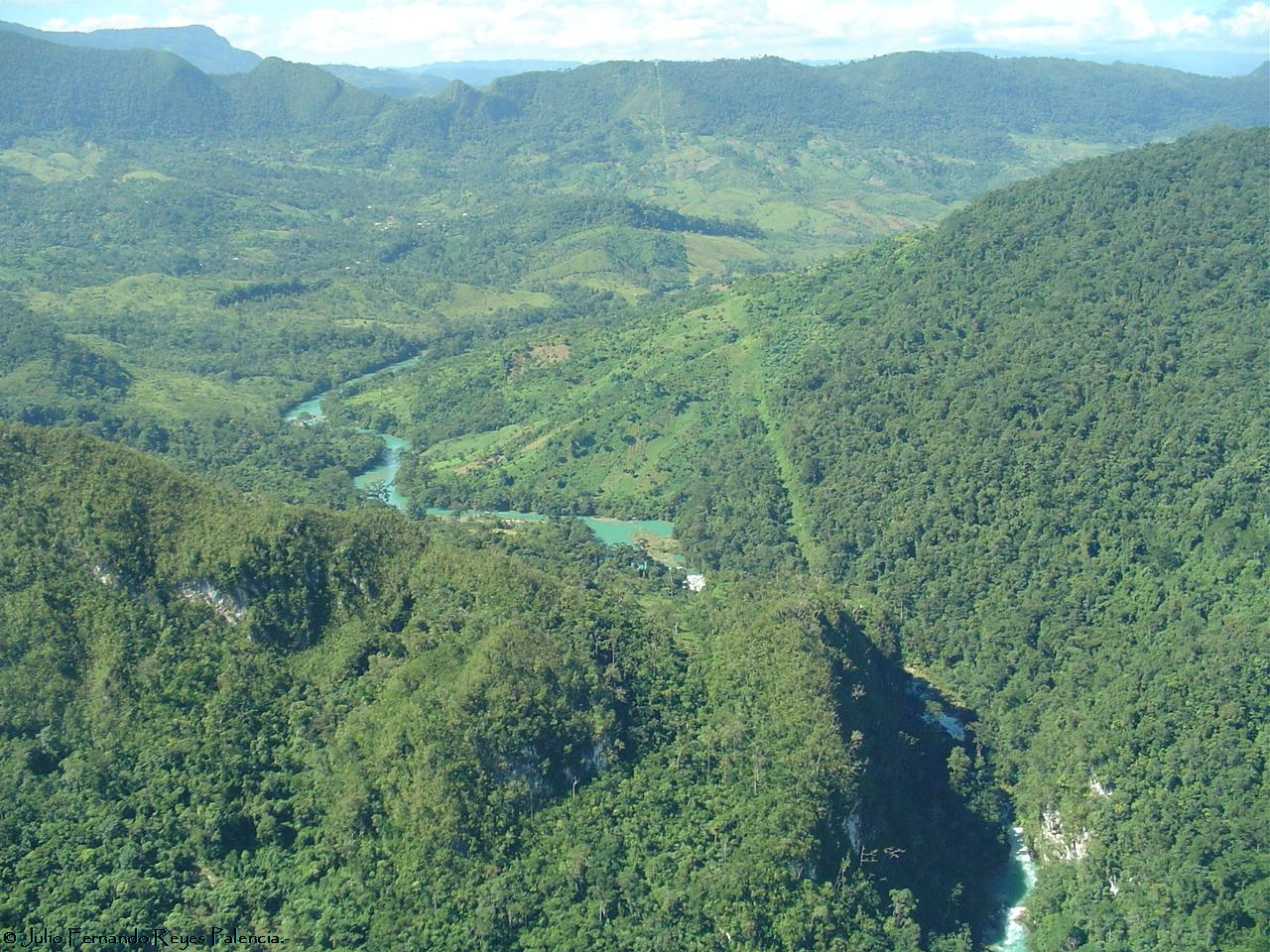
Frontera Guatemala-México

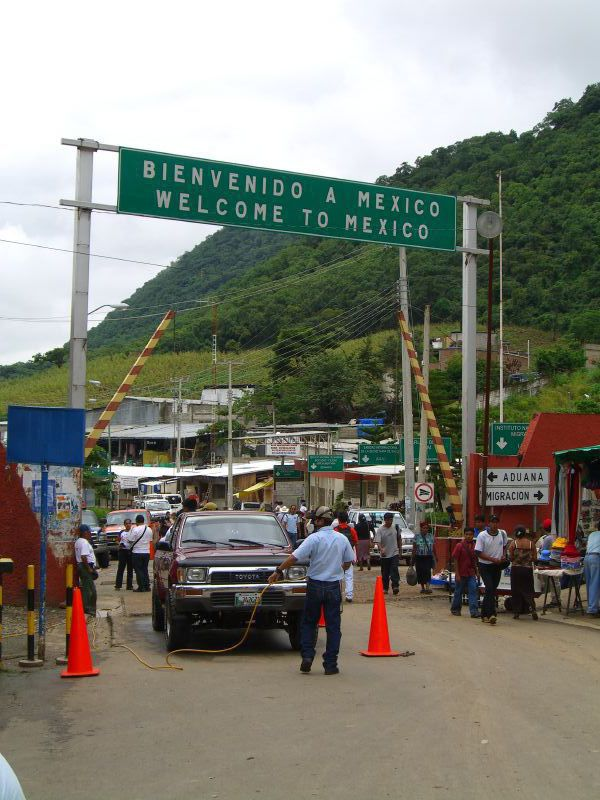
Frontera México-Guatemala

Frontera Belice-México

La migración centroamericana a México data de fechas inmemoriales. Tan antiguas son que pueden señalarse antecedentes anteriores al establecimiento del Estado-nación en 1821. Con la formalización de la línea divisoria entre el Estado guatemalteco y mexicano en 1882, los desplazamientos poblacionales no se vieron alterados. Con el reparto agrario bajo el gobierno de Lázaro Cárdenas del Río, guatemaltecos avecindados en localidades chiapanecas optaron por la nacionalidad mexicana, con lo que se hicieron acreedores a una dotación de tierra.

## Descripción
Con el cultivo del café y el cacao en la región del Soconusco, Chiapas, la mano de obra guatemalteca se ha hecho presente particularmente en los momentos de cosecha, año tras año, desde finales del siglo XIX, hasta convertirse en insustituible, hasta la fecha, para la recolección del grano. El cultivo de otros productos agrícolas en la región, amplió el mercado demandante de mano de obra guatemalteca. En los años ochenta, con la llegada masiva de refugiados guatemaltecos, la gran mayoría procedente de los departamentos fronterizos con el estado de Chiapas, el constante fluir se vio enriquecido con nuevas generaciones, así llegaran forzadamente y en condiciones deplorables. También a partir de los ochenta, el flujo de transmigrantes Centroamericanos empieza a cobrar importancia, por su número creciente y por su diversidad cualitativa. 

### Historias

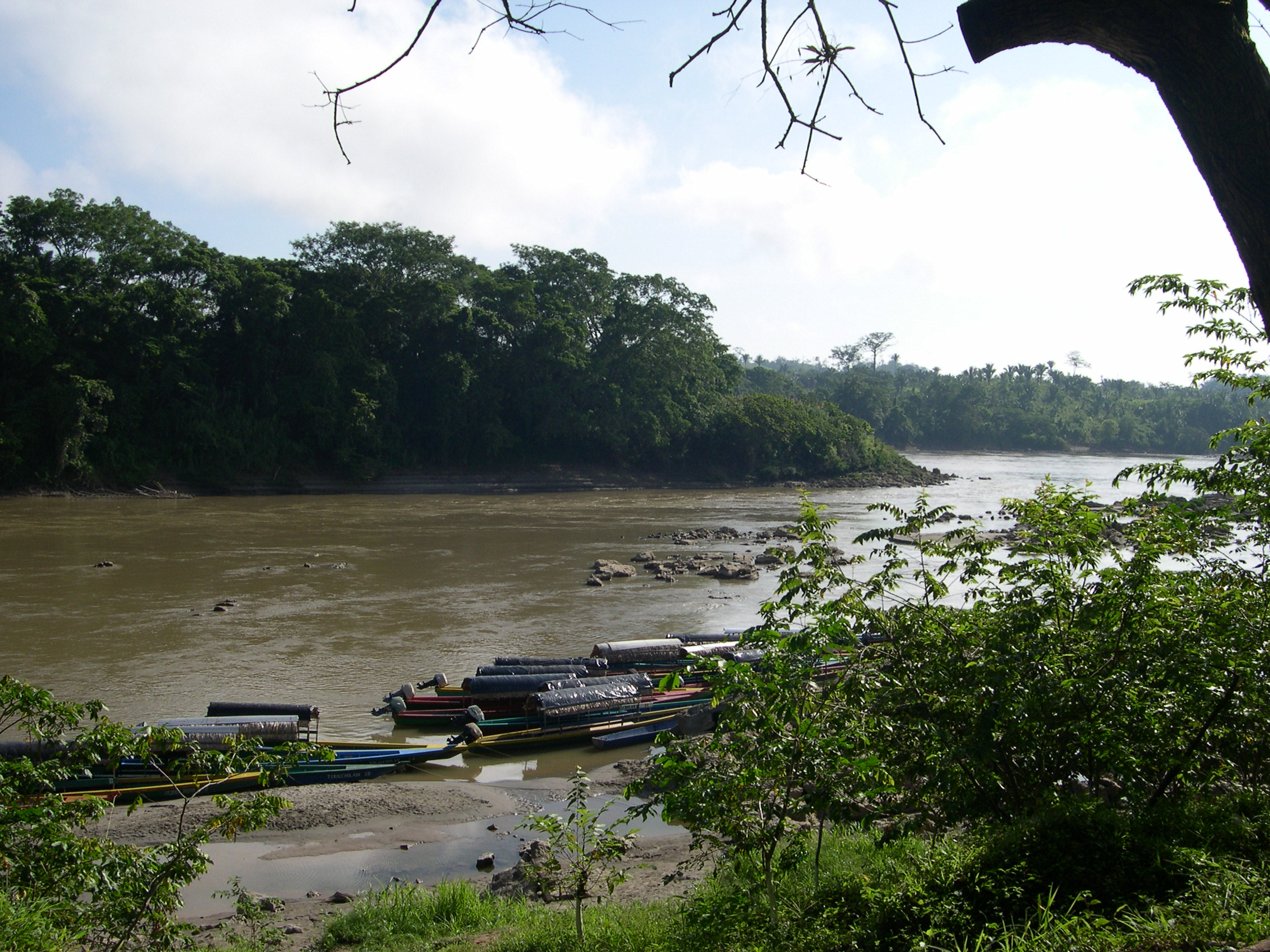
Río Usumacinta, litoral México-Guatemala.

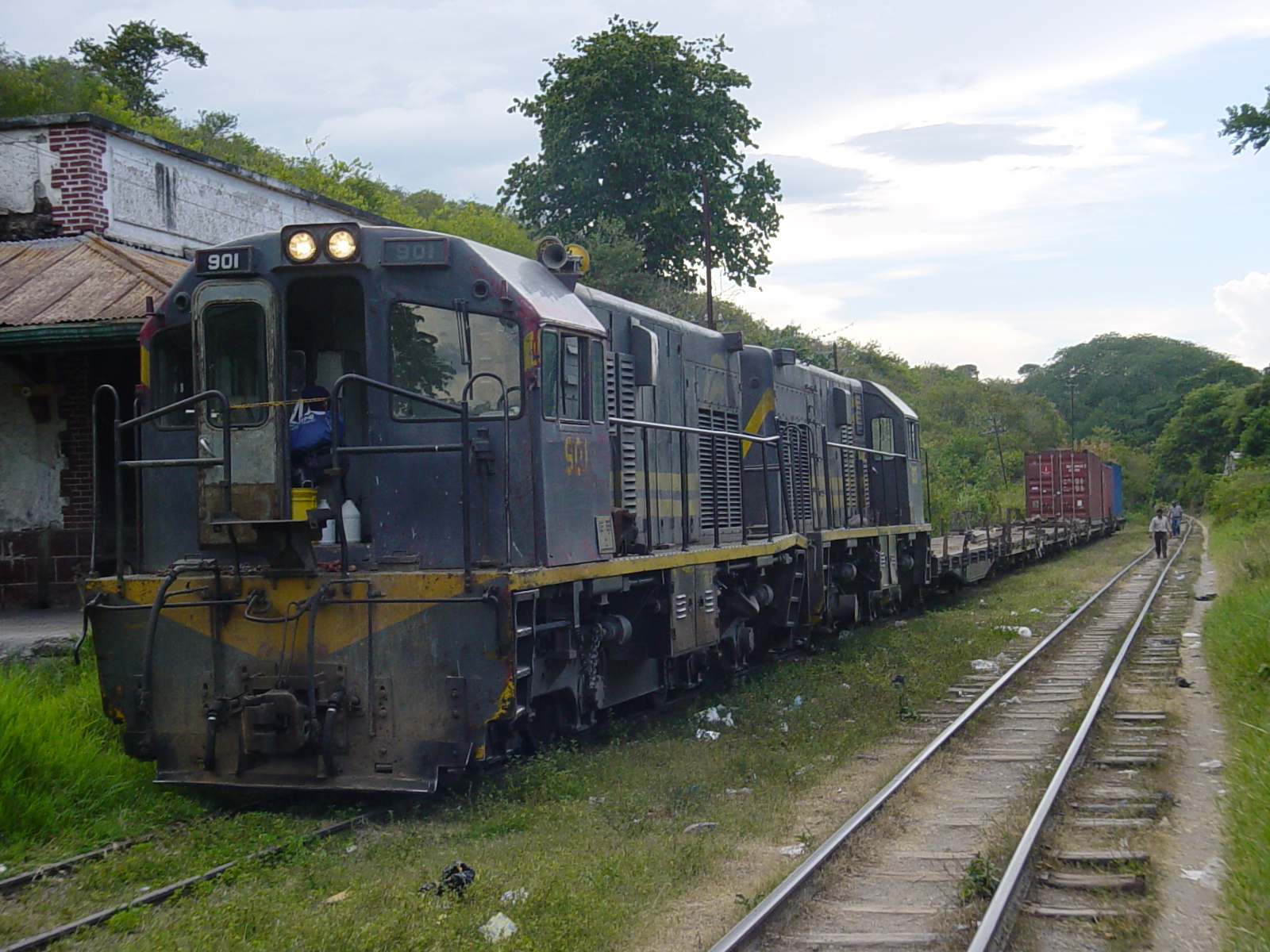
Tren Guatemala-México, suspendido por tráfico ilegal de inmigrantes.

La migración centroamericana a México, en consecuencia, es un proceso social fuertemente arraigado y rejuvenecido con nuevos flujos y nuevas circunstancias que estimulan los traslados temporal y permanente. Sobre los distintos flujos migratorios hay variadas fuentes cualitativas y una incipiente discusión sobre las fuentes cuantitativas. Los registros gubernamentales son parciales, incompletos, con discontinuidades y, por si fuera poco, de difícil consulta. Los archivos particulares, aparte de adolecer de las mismas fallas, son más difíciles de consultar, si es que el deterioro no ha acabado con ellos. De ahí que los estudios sobre el tema omitan referencias numéricas, las utilicen con cautela, las manejen acríticamente con los riesgos que ello implica, o bien establezcan presupuestos para calcular cantidades de brazos necesarios por área determinada de cultivo. Pero no hay manera de señalar con certeza el volumen de alguno de los flujos mencionados, en algún tiempo y espacio determinados, con la salvedad de los refugiados que se encuentran en los campamentos asistidos por las autoridades mexicanas y organismos internacionales. Aunque la producción académica se centra sobre los flujos centroamericanos en el sur de México, hay análisis que amplían el horizonte.
El sueño americano es un objetivo que muchos centroamericanos tienen. México siendo vecino de Estados Unidos de América, se ve posicionado para ser una vía directa para la migración de ilegales de países como Guatemala, Honduras, etcétera. hacia los Estados Unidos. De igual manera, los mexicanos se ven influidos por este país para mudarse por cuestiones económicas hacia el otro lado de la frontera. Los riesgos que estas personas corren son distintas. Las extorsiones por parte de los pandilleros, fraude por parte de los que dicen que los van a “pasar” a Estados Unidos (mejor conocidos como “Coyotes”), caídas de La Bestia, quemaduras, violaciones sexuales, mafias que secuestras a migrantes para trata de blancas o red de prostitución, los riesgos que corren las personas de su traslado hacia otro país son de alto riesgo.
El presidente de la Comisión Nacional de Derechos Humanos en reunión con obispos y defensores civiles de los derechos de los migrantes en Tamaulipas, ha dicho que los migrantes son presas fáciles para los grupos de mafias dentro de México, de igual manera dice que estos hechos hacen que el migrante parezca un criminal ante la policía, esto los lleva a la extorsión y explotación de los mismos. 

### Comisión Mexicana de Ayuda a Refugiados
Antes del surgimiento de los flujos migratorios de los años 80, sólo se tenían registros oficiales de la presencia de residentes fronterizos y algunos estudios sobre los trabajadores temporales en la cosecha del café, de origen guatemalteco y hondureño, salarios y procesos de nacionalización. A finales de los años 70, La llegada masiva de miles de Guatemaltecos a poblaciones chiapanecas, dio lugar, en poco tiempo, a la creación de organismos no gubernamentales de asistencia a los refugiados la creación de la Comisión Mexicana de Ayuda a Refugiados (COMAR), el establecimiento de una representación del Alto Comisionado de Naciones Unidas para Refugiados (ACNUR), el conocimiento público de las poblaciones expulsadas por los conflictos bélicos en Centroamérica mediante reportajes, noticias y entrevistas de prensa, radio y televisión. En poco tiempo, el tema de los refugiados y el acontecer centroamericano logró un espacio en la opinión pública, en la academia y en los mandos gubernamentales.
Para finales de los 80, podía hablarse de cuatro flujos migratorios diferenciables de procedencia centroamericana: 
- (1): a) residentes fronterizos y dispersos en el país,
- (2): b) trabajadores agrícolas temporales y cotidianos,
- (3): c) transmigrantes
- (4): d) refugiados

Por su parte, la H. Cámara de Diputados en su LX Legislatura, el 26 de abril de 2007 aprobó la reforma de los artículos 118 y 125 y la derogación de los artículos 119, 120, 121, 122, 123, 124 y 127, todos ellos de la Ley General de Población, para evitar la criminalización de la pobreza de los migrantes irregulares y la violación a sus derechos humanos. Mediante dicha reforma legal, entre otras cosas, elimina la sanción de hasta 10 años de cárcel a los extranjeros que ingresan al país sin documentación migratoria. Y el 11 de octubre del mismo año de 2007 aprobó una proposición con punto de acuerdo en el que las leyes protegen a mujeres y niños durante su transcurso en México.

### Legalización
Las circunstancias sociales y políticas del momento fueron determinantes para que la atención general se centrara inicialmente, de manera particular, en los refugiados. En la segunda mitad de los 80 se empezaron a realizar dispersos y reconocidos estudios más sistemáticos sobre los trabajadores temporales, sobre los flujos centroamericanos hacia otros lugares de la frontera sur de México y exploratorios de otros tipos de migraciones. Hoy, sin que pueda decirse que se tiene un conocimiento satisfactorio y completo de los distintos flujos migratorios, sí se cuenta con una mínima base empírica que permite hacer una caracterización general, más cualitativa que cuantitativa, de, al menos, dos de los flujos migratorios centroamericanos a México: trabajadores agrícolas en el sur de México y refugiados reconocidos por las autoridades públicas mexicanas
- En cambio, es mínima la información sobre los residentes fronterizos, cuya vida cotidiana pareciera que, de tan mimetizada con la de los mexicanos de la zona limítrofe, se confundiera en una sola, dejando todavía opacado el estudio de sus diferencias sociales. En todo caso, este flujo se rige más por la normatividad social local que por las disposiciones migratorias federales, según constatación empírica. En lo que respecta al conocimiento sobre el flujo de transmigrantes, es igualmente mínima la masa crítica de conocimiento existente hasta el momento.

- En los últimos años, los medios periodísticos han sido la fuente que ha informado de las constantes aprehensiones de transmigrantes indocumentados. Sin embargo, dada la heterogeneidad e irregular difusión de datos, un seguimiento hemerográfico resulta insuficiente para alimentar un acervo sobre el tema y, mucho menos suficiente, para el análisis de las características del flujo. Los estudios de corte académico sobre las características sociodemográficas de los transmigrantes, en todo caso, sigue siendo una tarea pendiente.

Mientras la dinámica migratoria en la frontera sur se vuelve más compleja, el avance en el conocimiento de la misma es limitado y desigual; son pocos los estudios de carácter monográfico de fecha reciente, con base empírica de distinta cobertura y confiabilidad.
Más escasos son los estudios de carácter general sobre la reciente dinámica migratoria internacional en la región fronteriza en el sur de México. Adicionalmente, sólo existen estudios sobre las implicaciones sociales, económicas y culturales de la inmigración en general a México, con un fuerte componente histórico que no coadyuva del todo al conocimiento de los procesos migratorios actuales, en tanto que no contempla los nuevos elementos que estimulan la emigración en los lugares de origen ni las nuevas formulaciones migratorias de los países de destino. Los enfoques cualitativos, en consecuencia, han devenido los encargados de informar y analizar el fenómeno migratorio del sur; no de forma excluyente, pero sí de manera preferente. Sin embargo, con más o con menos base comprobable, todos los estudios y observaciones de campo de los últimos años indican que ha aumentado el volumen de migrantes; con nuevos destinos que se suman a los viejos; realizando nuevas actividades, que se suman a las anteriores; con nuevas generaciones que acompañan a, o siguen los pasos de, sus mayores. El proceso migratorio centroamericano al norte del continente crece, aumenta su complejidad social hacia México y Estados Unidos.

### Inmigración por países en México
Según el censo de 2000 había 41 394 centroamericanos en México. La mitad eran guatemaltecos, hondureños y nicaragüenses por sus significantes colonias. La mayoría de centroamericanos han emigrado a México debido al desempleo y a la extrema pobreza. Un caso aparte son los panameños y los costarricenses; comunidades que, aunque han enviado algunos emigrantes a México, no emigran por los mismos motivos que, por ejemplo, los nicaragüenses y guatemaltecos.
Según la Encuesta sobre migración en la frontera sur de México (EMIF SUR), en 2014 el 99% de los migrantes centroamericanos permanecían menos de un mes en territorio mexicano, en el año 2012 se reportaron 183 mil eventos de migrantes centroamericanos cuyo fin al transitar por México era llegar a la frontera con los Estados Unidos.

| País        | Año 2000 | Año 2010 |
| ----------- | -------- | -------- |
| Guatemala   | 23,597   | 35,322   |
| Honduras    | 3,722    | 12,991   |
| El Salvador | 2,647    | 8,088    |
| Nicaragua   | 2,522    | 3,572    |
| Belice      | 1,093    | 2,170    |
| Costa Rica  | 2,175    | 2,095    |
| Panamá      | 1,638    | 1,367    |